# Hans Peter (Wirtschaftswissenschaftler)
Hans Peter (* 17. Mai 1898 in Raguhn; † 24. Juni 1959 in Tübingen) war ein deutscher Wirtschaftswissenschaftler.

## Leben
Nach seinem Abitur am humanistischen Gymnasium Hammonense, das er im Jahr 1917 zusammen mit Joachim von Spindler ablegte, studierte Hans Peter ab 1918 Mathematik, Philosophie und Nationalökonomie vor allem bei Leonard Nelson in Göttingen und bei Robert Wilbrandt in Tübingen, wo er 1921 mit der Dissertation „Grundsätzliches zu den Problemen des Armenrechts vom Standpunkt der Fries'schen Schule“ von Ludwig von Köhler promoviert wurde. In den Jahren 1925 bis 1927 nahm er eine Lehrtätigkeit an der Handelshochschule Nürnberg wahr und arbeitete mit Eugen Altschul, dem Leiter des Frankfurter Instituts für Konjunkturforschung, zusammen. In dieser Zeit war Peter Mitglied der SPD.
Im Jahr 1928 konnte Peter sich in Tübingen mit der Arbeit Kritisches zur mathematischen Behandlung der Werttheorie für Volkswirtschaftslehre habilitieren. Hier wurden seine wissenschaftlichen Diskussionen mit seinem Freunde Erich Preiser über Probleme der Kreislauftheorie bedeutsam. 1933 wurde seine Venia legendi um die Statistik erweitert.
Peters Hochschulkarriere wurde unterbrochen, weil er sich mit dem nationalsozialistischen Göttinger Volkswirtschaftsdozenten Klaus-Wilhelm Rath eine fachliche Kontroverse um die Theorieorientierung, die angeblichen „rassischen und völkischen“ Grundlagen und die Notwendigkeit einer exakten Mathematisierung der Volkswirtschaft lieferte, die ihn Ende 1938 seine Assistentenstelle und Privatdozentur verlieren ließen, weil der NS-Dozentenbund ihn blockierte. Auf Betreiben von Ministerialrat Paul Josten wurde er aber im Jahr 1939 im Reichswirtschaftsministerium eingestellt. Am 11. Dezember 1939 beantragte er die Aufnahme in die NSDAP und wurde zum 1. März 1940 aufgenommen (Mitgliedsnummer 7.547.533). Ab 1940 wechselte er auf Wunsch von Robert Ley zwar an keine Hochschule, sondern an das „Arbeitswissenschaftliche Institut“ AWI der DAF, einer Nebenorganisation der NSDAP. Ende 1940 übernahm er bis zur Einstellung 1944 die Leitung des Referates Wirtschaftstheorie von Heinrich von Stackelberg. Hier war er Vorgesetzter von Leonhard Miksch und Woldemar Koch. Nach der Bewährung im AWI gelang es Peter, in Tübingen doch noch eine apl. Professur zu erhalten. Die vorher diffamierten mathematischen Methoden erwiesen sich für die Aufgaben des AWI als unentbehrlich. Im AWI beteiligte er sich an der Konzeptbildung für die wirtschaftliche Ausnutzung der eroberten Ostgebiete. Es gibt eindeutig antisemitische Aussagen Peters aus dieser Zeit.
Nach dem Krieg konnte Peter seine Kontakte zu Erich Preiser und Gerhard Weisser aktivieren und als französischer Zonenbeauftragter für Südwürttemberg an der Gutachtertagung über Grundfragen der Wirtschaftslenkung und Wirtschaftsplanung vom 21. und 22. Juni 1946 in Hamburg teilnehmen. Hier trat er für eine planwirtschaftliche Wirtschaftspolitik ein. Im Jahr 1947 wurde Peter zum außerordentlichen Professor für Volkswirtschaftslehre an der Universität Tübingen ernannt, 1953 zum ordentlichen Professor. Dort begründete er 1953 die „Ökonometrische Arbeitsgemeinschaft“.

## Ehrungen
Im Jahr 1956 wurde ihm die Fellowship der Econometric Society verliehen, deren Mitglied er seit 1935 war.

## Veröffentlichungen (Auswahl)
- Trend und Saisonschwankungen. Anleitung zu ihrer Berechnung und Ausschaltung aus Wirtschaftskurven; mit einem Anhang über die Bewegung und Zusammensetzung des deutschen Außenhandels vom Januar 1925 bis Januar 1927 (= Nürnberger Beiträge zu den Wirtschaftswissenschaften, Bd. 10). Krische, Nürnberg 1928.
- Grenzen der Statistik in der Konjunkturforschung. Ein Beitrag zur Kritik der Wirtschaftsprognose (= Veröffentlichungen der Frankfurter Gesellschaft für Konjunkturforschung, Bd. 5). Schroeder, Bonn 1930 (2. Aufl. 1935).
- Aufgaben der Wirtschaftstheorie in der Gegenwart. Kohlhammer, Stuttgart 1933.
- Grundprobleme der theoretischen Nationalökonomie. Drei Bände. Kohlhammer, Stuttgart 1933–1937.
- Der Ganzheitsgedanke in Wirtschaft und Wirtschaftswissenschaft. Kohlhammer, Stuttgart 1934.
- Einführung in die Statistik. Kohlhammer, Stuttgart 1937 (2. Aufl. 1946).
- Strukturlehre des Wirtschaftskreislaufes. Arbeitswiss. Verlag, Berlin 1943.
- Die sittliche Forderung in der Wirtschaft. Akademische Antrittsvorlesung gehalten am 3. Juni 1948 an der Universität Tübingen. Kohlhammer, Stuttgart 1949.
- Einführung in die politische Ökonomie. Kohlhammer, Stuttgart 1950.
- Freiheit der Wirtschaft. Kritik des Neoliberalismus. Bund-Verlag, Köln 1953.
- Mathematische Strukturlehre des Wirtschaftskreislaufes. Schwartz, Göttingen 1954.
- Die Position der Handelsvertretung in der Volkswirtschaft. Limbach, Braunschweig 1957.
- Probleme der Volkswirtschaft. Eine allgemein verständliche Einführung. Europ. Verl.-Anstalt, Frankfurt/M. 1959.
- Strukturlehre der Volkswirtschaft. Schwartz, Göttingen 1963.